# Hirmoneura cuprofulgida
Hirmoneura cuprofulgida är en tvåvingeart som beskrevs av Angulo 1971. Hirmoneura cuprofulgida ingår i släktet Hirmoneura och familjen Nemestrinidae. Inga underarter finns listade i Catalogue of Life.